# Raumklang
Raumklang (englisch ambience) bezeichnet den räumlichen Klangeindruck bei der Wiedergabe von akustischen Ereignissen. Er entsteht durch die Emission von Tonsignalen und deren Reflexionen im Raum in Relation zur Position des Hörenden, Maßgeblich dabei ist die Fähigkeit des Menschen dreidimensional zu hören. Der Raumklang spielt eine wichtige Rolle bei Musikdarbietungen sowie Oper- und Theateraufführungen, die gezielt ein räumliches Klangerlebnis vermitteln. Bei Tonaufnahmen und der späteren Wiedergabe wird der räumliche Klangeindruck von der Anzahl und Position der Mikrofone und Lautsprecher bestimmt.

## Geschichte
Erste Raumklangmusik wurde durch mehrere Orchester bzw. Chöre erzeugt, die im Raum an verschiedenen Stellen platziert waren (siehe Venezianische Mehrchörigkeit). Giovanni Gabrieli war ein Meister dieser Kunst, Johann Sebastian Bach verwendete diese Technik z. B. in seiner Matthäuspassion.

### Stereofonie
In den 1950er Jahren wurde die Stereofonie entwickelt, bei der Musik mit zwei gleichwertigen Tonkanälen absolut synchron aufgezeichnet wurde. Bei der Wiedergabe über Stereo-Lautsprecher ermöglichten diese Signale eine Lokalisation der Schallquelle. Bei der reinen Intensitätsstereofonie, wie sie vor allem beim Mischen von Monosignalen in Mischpulten verwendet wird, ist eine Links-Rechts-Lokalisation möglich. Aufnahmeverfahren in Laufzeitstereofonie erlauben zudem auch die Lokalisation der Schallquelle in der Tiefe, was als Tiefenstaffelung bezeichnet wird. Zu beachten ist, dass der räumliche Klangeindruck hierbei auch vom Raum mitbestimmt wird, in welchem gehört wird.

### Kunstkopfstereofonie
Eine Weiterentwicklung zur Verbesserung des klanglichen Raumeindrucks ist die Kunstkopfstereofonie oder die Kopfhörer-Stereofonie, die allein für Kopfhörerwiedergabe vorgesehen ist. Hierbei spielt der Raum, in dem gehört wird, keine Rolle. Statt einem klassischen Stereo-Aufnahmeverfahren wird hierbei mittels eines künstlichen Kopfes, z. B. aus Kunststoff, insbesondere die Anatomie der Ohren nachgebildet. In diese werden hochwertige Mikrofone mit Richtcharakteristik „Kugel“ eingesetzt, die das Schallumfeld um den ganzen Kopf erfassen. Dabei wird vor allem die Wirkung der Ohrmuscheln auf die ankommenden Schallsignale nachgebildet – jedoch weniger die des Gehörgangs. Für Konzertaufnahmen, auch großer Orchester, wird allein ein einziger Kunstkopf ohne weitere Mikrofone verwendet. Die Wiedergabe dieser Schallaufzeichnungen kann nur über Kopfhörer erfolgen und vermittelt nicht nur einen Links-Rechts-Eindruck, sondern zusätzlich noch einen Oben-Unten- und Vorne-Hinten-Eindruck. Probleme gibt es bei der direkten Vorne-Lokalisation. Im Musikbereich hat sich die Kunstkopfstereofonie nicht durchgesetzt, es werden jedoch zahlreiche Hörspiele produziert, in denen die Möglichkeiten der 3-D-Raumlokalisation gezielt eingesetzt werden.

### Ambiophonie
Die Ambiophonie ist eine Erweiterung der Stereofonie, bei der zusätzlicher Raumklang entweder über diskrete Kanäle oder als Beimischung zum Stereosignal (Stereo-Ambiophonie) wiedergegeben wird. Dies dient zur Verstärkung des Raumeindrucks. Die Schallanteile werden über zusätzliche Raummikrofone, die meist etwas von der Hauptschallquelle abgesetzt platziert werden, aufgezeichnet.
In Vortrags- bzw. Aufführungsräumen kann über spezielle Ambiophonie-Anlagen, die u. a. gezielt Nachhall erzeugen, eine Raumakustik stark verbessert werden.

### Quadrophonie
Eine Erweiterung der Stereofonie war die Quadrophonie, bei der vier Klangkanäle synchron aufgezeichnet wurden, wobei die zusätzlichen beiden Kanäle überwiegend die Schallreflexionen und Raumsignale des Aufnahmeraums enthielten. Dieses Verfahren setzte sich jedoch nicht durch, weil die Zusatzinformation zu gering war. Auch degradierte die Matrizierung den Klang. Vor allem in der Rundfunktechnik wurde für den Mehraufwand durch senderseitige Kodierung und empfängerseitige Dekodierung, für den bei der Einführung der UKW-Stereofonie bereits Erfahrungen vorlagen, kein entsprechender Zusatznutzen gesehen. So blieb die Vermarktung auf den Tonträger Schallplatte beschränkt, für den Tonabnehmer mit Frequenzbereichen von 20 Hz bis 50 kHz entwickelt wurden (CD-4).

### Einsatz in Musik
Erste Protagonisten der Musik für Raumklang sind Stockhausen (z. B. Gruppen (1955) oder Carree (1959)), Edgar Varèse („poeme electronique“, 1958) und Pink Floyd (z. B. Ummagumma, 1969).

### Surround-Sound
Unter Surround-Sound wird die Bewegung und Platzierung von Klangquellen im Raum mittels mehrerer Lautsprecher als „Raumklang“ verstanden. Im Experimentalstudio des SWR wurde eine spezielle Matrix (Halaphon) entwickelt, durch die sich die Bewegung und Platzierung von Klängen sehr genau kontrollieren lässt. Mit der Digitalisierung von Klangverarbeitung entwickelten viele weitere Institute Tools zur Spatialisierung (Verräumlichung) von Klängen. Software findet man u. a. auch im Ircam-Forum.
Die von der Firma Dolby lizenzierten Verfahren mit Namen Dolby Digital 5.1, 7.1 oder Dolby Surround sind für das Kino effektmäßig interessant, aber für eine Wiedergabe von spezifischer Raumklang-Musik weniger geeignet. Raumklang erfordert eine gleichwertige Behandlung aller Raumrichtungen, während die Wiedergabesysteme, die für Kinos entwickelt wurden, wie Dolby Digital, SDDS, DTS usw., immer nach dem optischen Mittelpunkt, also in Richtung Leinwand, nach vorne ausgerichtet sind. Mit Dolby Virtual Speaker hat die Firma ein System zur Raumklang-Simulation aus nur einer Quelle entwickelt (z. B. für Kopfhörer).
Das von Creative entwickelte EAX ist ein weiteres Verfahren für Raumklang speziell für Computerspiele.
Die Weiterentwicklung von MP3, MP3 Surround unterstützt Surround-Sound im komprimierten Format. Das Format ist so angelegt, dass selbst ein mehrkanaliges Musikstück auf einem herkömmlichen MP3-Player wiedergegeben werden kann. Die Software „MP3 SX“ (MP3 Stereo eXtended) ist ein Konverter, der bereits bestehende MP3-Dateien in Surround-Sound umwandelt.